# Línguas caraboros
As línguas caraboros são faladas no Burquina Fasso por aproximadas 65 000 pessoas (SIL 1995/1991). Pertencem à subfamília senufô, mas estão separadas das outras línguas senufôs por um pequeno grupo de línguas não relacionadas.